# 1990-es Le Mans-i 24 órás verseny
Az 58. Le Mans-i 24 órás versenyt 1990. június 16. és június 17. között rendezték meg.

## Végeredmény
| Helyezés | Kategória | #   | Csapat                                | Versenyző                                                | Modell                             | Gumi | Körök |
| Helyezés | Kategória | #   | Csapat                                | Versenyző                                                | Motor                              | Gumi | Körök |
| -------- | --------- | --- | ------------------------------------- | -------------------------------------------------------- | ---------------------------------- | ---- | ----- |
| 1        | C1        | 3   | Silk Cut Jaguar Tom Walkinshaw Racing | John Nielsen Price Cobb Martin Brundle                   | Jaguar XJR-12                      | G    | 359   |
| 1        | C1        | 3   | Silk Cut Jaguar Tom Walkinshaw Racing | John Nielsen Price Cobb Martin Brundle                   | Jaguar 7.0L V12                    | G    | 359   |
| 2        | C1        | 2   | Silk Cut Jaguar Tom Walkinshaw Racing | Jan Lammers Andy Wallace Franz Konrad                    | Jaguar XJR-12                      | G    | 355   |
| 2        | C1        | 2   | Silk Cut Jaguar Tom Walkinshaw Racing | Jan Lammers Andy Wallace Franz Konrad                    | Jaguar 7.0L V12                    | G    | 355   |
| 3        | C1        | 45  | Alpha Racing Team                     | Tiff Needell David Sears Anthony Reid                    | Porsche 962C                       | Y    | 352   |
| 3        | C1        | 45  | Alpha Racing Team                     | Tiff Needell David Sears Anthony Reid                    | Porsche Type-935 3.0L Turbo Flat-6 | Y    | 352   |
| 4        | C1        | 7   | Joest Porsche Racing                  | Hans Joachim Stuck Derek Bell Frank Jelinski             | Porsche 962C                       | M    | 350   |
| 4        | C1        | 7   | Joest Porsche Racing                  | Hans Joachim Stuck Derek Bell Frank Jelinski             | Porsche Type-935 3.0L Turbo Flat-6 | M    | 350   |
| 5        | C1        | 23  | Nissan Motorsports International      | Masahiro Hasemi Kazuyoshi Hoshino Szuzuki Tosio          | Nissan R90CP                       | D    | 348   |
| 5        | C1        | 23  | Nissan Motorsports International      | Masahiro Hasemi Kazuyoshi Hoshino Szuzuki Tosio          | Nissan VRH35Z 3.5L Turbo V8        | D    | 348   |
| 6        | C1        | 36  | Toyota Team Tom's                     | Geoff Lees Masanori Sekiya Hitoshi Ogawa                 | Toyota 90C-V                       | B    | 347   |
| 6        | C1        | 36  | Toyota Team Tom's                     | Geoff Lees Masanori Sekiya Hitoshi Ogawa                 | Toyota R32V 3.2L Turbo V8          | B    | 347   |
| 7        | C1        | 13  | Courage Compétition                   | Pascal Fabre Michel Trollé Lionel Robert                 | Cougar C24S                        | G    | 347   |
| 7        | C1        | 13  | Courage Compétition                   | Pascal Fabre Michel Trollé Lionel Robert                 | Porsche Type-935 3.0L Turbo Flat-6 | G    | 347   |
| 8        | C1        | 9   | Joest Porsche Racing                  | Louis Krages Stanley Dickens Bob Wollek                  | Porsche 962C                       | M    | 346   |
| 8        | C1        | 9   | Joest Porsche Racing                  | Louis Krages Stanley Dickens Bob Wollek                  | Porsche Type-935 3.0L Turbo Flat-6 | M    | 346   |
| 9        | C1        | 27  | Obermaier Racing                      | Jürgen Lässig Pierre Yver Otto Altenbach                 | Porsche 962C                       | G    | 341   |
| 9        | C1        | 27  | Obermaier Racing                      | Jürgen Lässig Pierre Yver Otto Altenbach                 | Porsche Type-935 3.0L Turbo Flat-6 | G    | 341   |
| 10       | C1        | 15  | Brun Motorsport                       | Harald Huysman Massimo Sigala Bernard Santal             | Porsche 962C                       | Y    | 335   |
| 10       | C1        | 15  | Brun Motorsport                       | Harald Huysman Massimo Sigala Bernard Santal             | Porsche Type-935 3.0L Turbo Flat-6 | Y    | 335   |
| 11       | C1        | 44  | Richard Lloyd Racing                  | John Watson Bruno Giacomelli Allen Berg                  | Porsche 962C                       | G    | 335   |
| 11       | C1        | 44  | Richard Lloyd Racing                  | John Watson Bruno Giacomelli Allen Berg                  | Porsche Type-935 3.0L Turbo Flat-6 | G    | 335   |
| 12       | C1        | 33  | Team Schuppan Omron Racing            | Hurley Haywood Wayne Taylor Rickard Rydell               | Porsche 962C                       | D    | 332   |
| 12       | C1        | 33  | Team Schuppan Omron Racing            | Hurley Haywood Wayne Taylor Rickard Rydell               | Porsche Type-935 3.0L Turbo Flat-6 | D    | 332   |
| 13       | C1        | 63  | Trust Racing Team                     | George Fouché Steven Andskär Shunji Kasuya               | Porsche 962C                       | D    | 330   |
| 13       | C1        | 63  | Trust Racing Team                     | George Fouché Steven Andskär Shunji Kasuya               | Porsche Type-935 3.0L Turbo Flat-6 | D    | 330   |
| 14       | C1        | 6   | Joest Porsche Racing                  | Jean-Louis Ricci Henri Pescarolo Jacques Laffite         | Porsche 962C                       | G    | 328   |
| 14       | C1        | 6   | Joest Porsche Racing                  | Jean-Louis Ricci Henri Pescarolo Jacques Laffite         | Porsche Type-935 3.0L Turbo Flat-6 | G    | 328   |
| 15       | C1        | 55  | Team Schuppan Omron Racing            | Eje Elgh Thomas Danielsson Thomas Mezera                 | Porsche TS962                      | D    | 326   |
| 15       | C1        | 55  | Team Schuppan Omron Racing            | Eje Elgh Thomas Danielsson Thomas Mezera                 | Porsche Type-935 3.0L Turbo Flat-6 | D    | 326   |
| 16       | C1        | 11  | Porsche Kremer Racing                 | Patrick Gonin Philippe Alliot Bernard de Dryver          | Porsche 962CK6                     | Y    | 319   |
| 16       | C1        | 11  | Porsche Kremer Racing                 | Patrick Gonin Philippe Alliot Bernard de Dryver          | Porsche Type-935 3.0L Turbo Flat-6 | Y    | 319   |
| 17       | C1        | 84  | Nissan Performance Technology Inc.    | Steve Millen Michael Roe Bob Earl                        | Nissan R90CK                       | G    | 311   |
| 17       | C1        | 84  | Nissan Performance Technology Inc.    | Steve Millen Michael Roe Bob Earl                        | Nissan VRH35Z 3.5L Turbo V8        | G    | 311   |
| 18       | C1        | 21  | Spice Engineering                     | Fermín Velez Tim Harvey Chris Hodgetts                   | Spice SE90C                        | G    | 308   |
| 18       | C1        | 21  | Spice Engineering                     | Fermín Velez Tim Harvey Chris Hodgetts                   | Ford Cosworth DFZ 3.5L V8          | G    | 308   |
| 19       | C1        | 20  | Team Davey                            | Max Cohen-Olivar Giovanni Lavaggi Tim Lee-Davey          | Porsche 962C                       | D    | 306   |
| 19       | C1        | 20  | Team Davey                            | Max Cohen-Olivar Giovanni Lavaggi Tim Lee-Davey          | Porsche Type-935 3.0L Turbo Flat-6 | D    | 306   |
| 20       | GTP       | 203 | Mazdaspeed Co. Ltd.                   | Takashi Yorino Yoshimi Katayama Yojiro Terada            | Mazda 767B                         | D    | 304   |
| 20       | GTP       | 203 | Mazdaspeed Co. Ltd.                   | Takashi Yorino Yoshimi Katayama Yojiro Terada            | Mazda 13J 2.6L 4-Rotor             | D    | 304   |
| 21       | C2        | 116 | PC Automotive                         | Richard Piper Olindo Iacobelli Mike Youles               | Spice SE89C                        | G    | 304   |
| 21       | C2        | 116 | PC Automotive                         | Richard Piper Olindo Iacobelli Mike Youles               | Ford Cosworth DFL 3.3L V8          | G    | 304   |
| 22       | C1        | 82  | Courage Compétition                   | Hervé Regout Alain Cudini Costas Los                     | Nissan R89C                        | G    | 300   |
| 22       | C1        | 82  | Courage Compétition                   | Hervé Regout Alain Cudini Costas Los                     | Nissan VRH35Z 3.5L Turbo V8        | G    | 300   |
| 23       | C2        | 102 | Graff Racing                          | Xavier Lapeyre Jean-Philippe Grand Michel Maisonneuve    | Spice SE89C                        | G    | 291   |
| 23       | C2        | 102 | Graff Racing                          | Xavier Lapeyre Jean-Philippe Grand Michel Maisonneuve    | Ford Cosworth DFL 3.3L V8          | G    | 291   |
| 24       | C1        | 10  | Porsche Kremer Racing                 | Kunimitsu Takahashi Sarel van der Merwe Hideki Okada     | Porsche 962CK6                     | Y    | 279   |
| 24       | C1        | 10  | Porsche Kremer Racing                 | Kunimitsu Takahashi Sarel van der Merwe Hideki Okada     | Porsche Type-935 3.0L Turbo Flat-6 | Y    | 279   |
| 25       | C2        | 103 | Team Mako                             | Robbie Stirling James Shead Ross Hyett                   | Spice SE88C                        | G    | 274   |
| 25       | C2        | 103 | Team Mako                             | Robbie Stirling James Shead Ross Hyett                   | Ford Cosworth DFL 3.3L V8          | G    | 274   |
| 26       | C1        | 19  | Team Davey                            | Kasunori Iketani Patrick Trucco Pierre de Thoisy         | Porsche 962C                       | D    | 261   |
| 26       | C1        | 19  | Team Davey                            | Kasunori Iketani Patrick Trucco Pierre de Thoisy         | Porsche Type-935 3.0L Turbo Flat-6 | D    | 261   |
| 27       | C2        | 131 | GP Motorsport                         | Richard Jones Dudley Wood Stephen Hynes                  | Spice SE87C                        | G    | 260   |
| 27       | C2        | 131 | GP Motorsport                         | Richard Jones Dudley Wood Stephen Hynes                  | Ford Cosworth DFL 3.9L V8          | G    | 260   |
| 28       | C2        | 132 | GP Motorsport                         | Craig Simmiss Alistair Fenwick Alex Postan               | Tiga GC289                         | G    | 255   |
| 28       | C2        | 132 | GP Motorsport                         | Craig Simmiss Alistair Fenwick Alex Postan               | Ford Cosworth DFL 3.9L V8          | G    | 255   |
| 29 DNF   | C1        | 16  | Repsol Brun Motorsport                | Oscar Larrauri Jésus Pareja Walter Brun                  | Porsche 962C                       | Y    | 353   |
| 29 DNF   | C1        | 16  | Repsol Brun Motorsport                | Oscar Larrauri Jésus Pareja Walter Brun                  | Porsche Type-935 3.0L Turbo Flat-6 | Y    | 353   |
| 30 DNF   | C1        | 4   | Silk Cut Jaguar Tom Walkinshaw Racing | Davy Jones Michel Ferté Eliseo Salazar                   | Jaguar XJR-12                      | G    | 282   |
| 30 DNF   | C1        | 4   | Silk Cut Jaguar Tom Walkinshaw Racing | Davy Jones Michel Ferté Eliseo Salazar                   | Jaguar 7.0L V12                    | G    | 282   |
| 31 DNF   | C2        | 128 | Chamberlain Engineering               | Philippe de Henning Charles Zwolsman Robin Donovan       | Spice SE90C                        | G    | 255   |
| 31 DNF   | C2        | 128 | Chamberlain Engineering               | Philippe de Henning Charles Zwolsman Robin Donovan       | Ford Cosworth DFZ 3.5L V8          | G    | 255   |
| 32 DNF   | C1        | 83  | Nissan Performance Technology Inc.    | Geoff Brabham Chip Robinson Derek Daly                   | Nissan R90CK                       | G    | 251   |
| 32 DNF   | C1        | 83  | Nissan Performance Technology Inc.    | Geoff Brabham Chip Robinson Derek Daly                   | Nissan VRH35Z 3.5L Turbo V8        | G    | 251   |
| 33 DNF   | C1        | 38  | Toyota Team SARD                      | Pierre Henri Raphanel Roland Ratzenberger Noaki Nagasaki | Toyota 90C-V                       | D    | 241   |
| 33 DNF   | C1        | 38  | Toyota Team SARD                      | Pierre Henri Raphanel Roland Ratzenberger Noaki Nagasaki | Toyota R32V 3.2L Turbo V8          | D    | 241   |
| 34 DNF   | C1        | 1   | Silk Cut Jaguar Tom Walkinshaw Racing | Martin Brundle Alain Ferté David Leslie                  | Jaguar XJR-12                      | G    | 220   |
| 34 DNF   | C1        | 1   | Silk Cut Jaguar Tom Walkinshaw Racing | Martin Brundle Alain Ferté David Leslie                  | Jaguar 7.0L V12                    | G    | 220   |
| 35 DNF   | C1        | 85  | Team Le Mans                          | Takao Wada Anders Olofsson Maurizio Sandro Sala          | Nissan R89C                        | Y    | 182   |
| 35 DNF   | C1        | 85  | Team Le Mans                          | Takao Wada Anders Olofsson Maurizio Sandro Sala          | Nissan VRH35Z 3.5L Turbo V8        | Y    | 182   |
| 36 DNF   | C1        | 43  | Richard Lloyd Racing Italya Sport     | Manuel Reuter JJ Lehto James Weaver                      | Porsche 962C GTi                   | G    | 181   |
| 36 DNF   | C1        | 43  | Richard Lloyd Racing Italya Sport     | Manuel Reuter JJ Lehto James Weaver                      | Porsche Type-935 3.0L Turbo Flat-6 | G    | 181   |
| 37 DNF   | C2        | 107 | Pierre-Alain Lombardi                 | Pierre-Alain Lombardi Denis Morin Ferdinand de Lesseps   | Spice SE87C                        | G    | 170   |
| 37 DNF   | C2        | 107 | Pierre-Alain Lombardi                 | Pierre-Alain Lombardi Denis Morin Ferdinand de Lesseps   | Ford Cosworth DFY 3.0L V8          | G    | 170   |
| 38 DNF   | C2        | 105 | ADA Engineering                       | Ian Harrower John Sheldon Jerry Mahony                   | ADA 02B                            | G    | 164   |
| 38 DNF   | C2        | 105 | ADA Engineering                       | Ian Harrower John Sheldon Jerry Mahony                   | Ford Cosworth DFL 3.3L V8          | G    | 164   |
| 39 DNF   | GTP       | 201 | Mazdaspeed Co. Ltd.                   | Volker Weidler Bertrand Gachot Johnny Herbert            | Mazda 787                          | D    | 148   |
| 39 DNF   | GTP       | 201 | Mazdaspeed Co. Ltd.                   | Volker Weidler Bertrand Gachot Johnny Herbert            | Mazda R26B 2.6L 4-Rotor            | D    | 148   |
| 40 DNF   | GTP       | 202 | Mazdaspeed Co. Ltd.                   | Stefan Johansson Dave Kennedy Pierre Dieudonné           | Mazda 787                          | D    | 147   |
| 40 DNF   | GTP       | 202 | Mazdaspeed Co. Ltd.                   | Stefan Johansson Dave Kennedy Pierre Dieudonné           | Mazda R26B 2.6L 4-Rotor            | D    | 147   |
| 41 DNF   | C1        | 24  | Nissan Motorsports International      | Mark Blundell Julian Bailey Gianfranco Brancatelli       | Nissan R90CK                       | D    | 142   |
| 41 DNF   | C1        | 24  | Nissan Motorsports International      | Mark Blundell Julian Bailey Gianfranco Brancatelli       | Nissan VRH35Z 3.5L Turbo V8        | D    | 142   |
| 42 DNF   | GTP       | 230 | MOMO Gebhardt Racing                  | Gianpiero Moretti Nick Adams Günther Gebhardt            | Porsche 962C                       | G    | 138   |
| 42 DNF   | GTP       | 230 | MOMO Gebhardt Racing                  | Gianpiero Moretti Nick Adams Günther Gebhardt            | Porsche Type-935 3.0L Turbo Flat-6 | G    | 138   |
| 43 DNF   | C1        | 26  | Obermaier Racing                      | Jürgen Oppermann Harald Grohs Marc Duez                  | Porsche 962C                       | G    | 140   |
| 43 DNF   | C1        | 26  | Obermaier Racing                      | Jürgen Oppermann Harald Grohs Marc Duez                  | Porsche Type-935 3.0L Turbo Flat-6 | G    | 140   |
| 44 DNF   | C1        | 54  | Mussato Action Cars                   | Massimo Monti Fabio Magnani                              | Lancia LC2                         | D    | 86    |
| 44 DNF   | C1        | 54  | Mussato Action Cars                   | Massimo Monti Fabio Magnani                              | Ferrari 308C 3.0L Turbo V8         | D    | 86    |
| 45 DNF   | C1        | 37  | Toyota Team Tom's                     | Aguri Suzuki Johnny Dumfries Roberto Ravaglia            | Toyota 90C-V                       | B    | 64    |
| 45 DNF   | C1        | 37  | Toyota Team Tom's                     | Aguri Suzuki Johnny Dumfries Roberto Ravaglia            | Toyota R32V 3.2L Turbo V8          | B    | 64    |
| 46 DNF   | C1        | 12  | Courage Compétition                   | Bernard Thuner Alain Ianetta Pascal Pessiot              | Cougar C24S                        | G    | 57    |
| 46 DNF   | C1        | 12  | Courage Compétition                   | Bernard Thuner Alain Ianetta Pascal Pessiot              | Porsche Type-935 3.0L Turbo Flat-6 | G    | 57    |
| 47 DNF   | C2        | 113 | Etablissements Chereau                | Philippe Farjon Jean Messaoudi                           | Cougar C20S                        | G    | 43    |
| 47 DNF   | C2        | 113 | Etablissements Chereau                | Philippe Farjon Jean Messaoudi                           | Porsche Type-935 2.8L Turbo Flat-6 | G    | 43    |
| 48 DNF   | C2        | 106 | Automobiles Louis Descartes           | François Migault Gérard Tremblay Jacques Heuclin         | ALD C289                           | D    | 36    |
| 48 DNF   | C2        | 106 | Automobiles Louis Descartes           | François Migault Gérard Tremblay Jacques Heuclin         | Ford Cosworth DFL 3.3L V8          | D    | 36    |
| 49 DNF   | C1        | 25  | Nissan Motorsports International      | Kenny Acheson Martin Donnelly Olivier Grouillard         | Nissan R90CK                       | D    | 0     |
| 49 DNF   | C1        | 25  | Nissan Motorsports International      | Kenny Acheson Martin Donnelly Olivier Grouillard         | Nissan VRH35Z 3.5L Turbo V8        | D    | 0     |
| DNS      | C1        | 8   | Joest Porsche Racing                  | Bob Wollek Jonathan Palmer Philippe Alliot               | Porsche 962C                       | M    | -     |
| DNS      | C1        | 8   | Joest Porsche Racing                  | Bob Wollek Jonathan Palmer Philippe Alliot               | Porsche Type-935 3.0L Turbo Flat-6 | M    | -     |